# Pampita

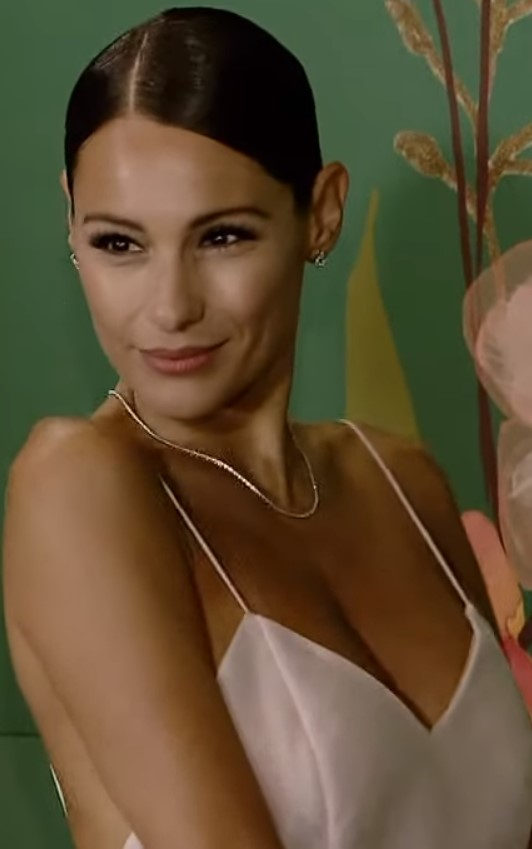
Pampita vào năm 2019

Ana Carolina Ardohaín Dos Santos (sinh ngày 17 tháng 1 năm 1978)  là một người mẫu, diễn viên và nhân vật truyền hình người Argentina. Cô được biết đến rộng rãi với biệt danh Pampita, một biệt danh của La Pampa, tỉnh Argentina nơi cô sinh ra. Cô là một trong số rất ít người được rửa tội tại tu viện Nuestra Señora del Pilar ở Recoleta, Buenos Aires.

## Nghề nghiệp
Kể từ năm 2013, người mẫu hàng đầu Carolina Ardohain đại diện cho chiếc xe tạo ra dòng sản phẩm Citroën và Citroën DS. Vào tháng 5 năm 2016, "Pampita" đã tham gia chương trình thực tế khiêu vũ Bailando 2016 với tư cách là thành viên ban giám khảo.

### Sự nghiệp diễn xuất
Pampita đóng vai chính trong bộ phim năm 2017 Desearás al hombre de tu hermana trong vai chính đầu tiên của cô.

## Cuộc sống cá nhân
Pampita được sinh ra ở Tướng Acha, La Pampa, Argentina. Mẹ cô là người Brazil.
Cô là mẹ của Blanca Ana Vicuña Ardohaín (sinh năm 2006 - đã qua đời 2018), Bautista Vicuña Ardohaín (sinh năm 2008), Beltrán Vicuña Ardohaín (sinh năm 2012) và Benermo Vicuña Ardohaín (sinh năm 2014).